# یواس‌اس سرنو (ای‌تی‌اف-۱۱۲)
یواس‌اس سرنو (ای‌تی‌اف-۱۱۲) (به انگلیسی: USS Serrano (ATF-112)) یک کشتی بود که طول آن ۲۰۵ فوت (۶۲ متر) بود. این کشتی در سال ۱۹۴۳ ساخته شد.